# 卡洛納 (愛荷華州)
卡洛納（英語：Kalona）是一個位於美國愛荷華州華盛頓縣的城市。

## 地理
卡洛納的座標為41°29′13″N 91°42′19″W / 41.48694°N 91.70528°W，而該地的平均海拔高度為201米（即659英尺）。

## 人口
根據2010年美國人口普查的數據，卡洛納的面積為5.28平方千米，當中陸地面積為5.28平方千米，而水域面積為0.00平方千米。當地共有人口2363人，而人口密度為每平方千米447人。